# Lucian Marinescu
Lucian Cristian Marinescu (* 24. Juni 1972 in Bukarest) ist ein ehemaliger rumänischer Fußballspieler. Er bestritt insgesamt 121 Spiele in der rumänischen Divizia A, der spanischen Primera División und der portugiesischen Primeira Liga. Als Nationalspieler nahm er an der Fußball-Weltmeisterschaft 1998 teil.

## Karriere

### Verein
Die Karriere von Marinescu begann im Jahr 1993 bei CSM Reșița in der Divizia B. In der Saison 1994/95 konnte er sich einen festen Platz im Team erkämpfen. Nachdem er mit seiner Mannschaft am Ende der Spielzeit 1997/98 den Aufstieg in die Divizia A geschafft hatte, nahm ihn Erstligist Rapid Bukarest unter Vertrag. Dort konnte er in der Saison 1997/98 13 Tore erzielen und erreichte die Vizemeisterschaft hinter Steaua Bukarest. Gleichzeitig zog er mit seiner Mannschaft ins rumänische Pokalfinale ein und gewann dort seinen ersten Titel.
Nach diesem Erfolg wechselte Marinescu zu UD Salamanca in die spanische Primera División. In der Saison 1998/99 kam er lediglich auf zehn Einsätze und musste am Saisonende absteigen. Anschließend wurde er für eine Saison nach Portugal zum SC Farense ausgeliehen. Nach seiner Rückkehr nach Salamanca spielte er zwei Jahre lang in der Segunda División, ehe er im Sommer 2002 erneut ins Nachbarland wechselte, wo ihn Aufsteiger Académica de Coimbra unter Vertrag nahm. Dort kämpfte er zwei Jahre lang gegen den Abstieg und konnte in dieser Zeit seine Torgefährlichkeit nur selten unter Beweis stellen. Im Jahr 2004 wechselte er in die Liga de Honra zu GD Chaves, musste mit seinem neuen Klub nach Saisonende absteigen.
Im Sommer 2005 heuerte Marinescu beim griechischen Erstligisten Akratitos Ano Liosia an. Auch hier beendete er die Spielzeit auf einem Abstiegsplatz. Marinescu kehrte nach Rumänien zurück und schloss sich im Jahr 2007 Petrolul Ploiești in der Liga II an. Ende 2008 beendete er seine Karriere.

### Nationalmannschaft
Marinescu kam acht Mal in der rumänischen Nationalmannschaft zum Einsatz. Er debütierte am 19. November 1997 im Freundschaftsspiel gegen Spanien, als er in der 67. Minute für Iulian Filipescu eingewechselt wurde. Er kam auch in den folgenden beiden Spielen zu Kurzeinsätzen und wurde von Nationaltrainer Anghel Iordănescu ins Aufgebot für die Weltmeisterschaft 1998 in Frankreich berufen. Dort kam er in allen vier Spielen zum Einsatz. Während er in drei Spielen in der Mitte der zweiten Halbzeit eingewechselt wurde, spielte er im letzten Gruppenspiel gegen Tunesien über 90 Minuten. Das Aus im Achtelfinale gegen Kroatien war gleichzeitig sein letztes Länderspiel.

## Erfolge
- WM-Teilnehmer: 1998
- Rumänischer Pokalsieger: 1998
- Aufstieg in die Liga 1: 1997